# 陈寥士
陳寥士（1898年—1970年），原名陈道量，又有载为陈万言，字企白，一作器伯，故在世又以陈器伯知名，号寥士、玉谷、十园，浙江宁波府镇海县人，民国学者、藏书家、政治人物、代表旧体诗人，曾任汪精卫政府行政院秘书处主任（政府等级相当于行政院秘书长）。父陈荔汀为诗人、学者。

## 生平
早年与沙孟海等从学于儒学者冯君木，是其“回风堂”十大弟子之一。1919年五四运动时，开办甘白学校鼓吹新学，并参与创建“救国十人团”。1921年，受陈布雷之邀，任《宁波商报》特约通信员、总编辑。赴上海，创设上海甘白学校。1928年，受张申之推荐，任宁波渔业局总务科长。但因“大华渔轮舞弊案”触怒中华民国实业部长陈公博，遭通缉，避居绍兴、杭州乡间，结“诗社”吟诗，与当地文人唱和。1935年回宁波受邀作《七塔寺志》。1938年，迁居南京，任汪精卫政府简任秘书、行政院秘书处主任。1938年8月，代表汪精卫政府参加日本东京大东亚文学者大会。1940年，任中国文艺协会理事长。1940年10月，在南京发起创立中国作家联谊会。1942年10月，参与创建《中国诗刊》，任社长。又任文学史料《国艺》月刊总编。1945年8月，因曾在汪政府任职而拘捕，不久释放。1945年11月，任南京明德女子中学国文教师，并在南京结社吟诗，与胡适知交。1948年9月，辞职归家，因家贫靠变卖十万卷藏书为生。1949年留居南京。1953年，赴山西任运城师范专科学校（今运城学院）语文教师。1959年，因“右派”而辞职归里。1970年去世，享年73岁。
子陈孝祚，漫画家。

## 著作
陈斋名“单云阁”，诗作及诗话散文集均冠名“单云”：
- 《单云甲戌稿》，1934年成集，收录诗三百余首[7]。
- 《单云阁诗》
- 《单云杂著》
- 《单云阁诗话》

陈以研究宋诗知名，著有：
- 《宋诗选讲》

陈兼通佛学，亦为名刹高僧立传，有：
- 《七塔寺志》，1937年[8]，收入《中國佛寺史志彙刊》
- 《記印西上人》
- 《慈运大师传》